# История на САЩ
Историята на Съединените американски щати, страна в Северна Америка, започва още със заселването на континента преди 15 000 години. Тук обитават различни коренни народи и развиват различни култури. След пътешествието на Христофор Колумб и откриването на Америка през 1492 г. започва колонизация от страна на европейците, които постепенно прогонват индианците от земите им. Докато испанците и португалците колонизират Южна и Централна Америка, териториите на Северна Америка се колонизират от холандци, англичани,голям брой ирландци и французи,испанци, а по-късно се заселват италианци, славяни, немци, евреи и други народи.
Към 1733 г. има тринадесет английски колонии, които се управляват от губернатори, назначавани от краля, а местни законодателни събрания решават вътрешнополитическите им проблеми. При опит на метрополията да засили властта си в колониите избухва Американската революция, продължила с Война за независимост и завършила на 4 юли 1776 г., когато колониите обявяват независимостта си от Англия с Декларацията за независимост. Колониите се трансформират в щати и новата нация Съединени американски щати приема своя Конституция през 1787 г. и Закон за правата, състоящ се от 10 нейни поправки, които ограничават властта на правителството и гарантират правата на обикновените хора, в съгласие с идеята за социален договор на Джон Лок. САЩ придобиват много територии в западната част на континента и се индустриализират.
В началото на 19 век все по-остър става проблемът с робството, което се възприема различно в северните и южните щати и през 1861 г. няколко от южните щати напускат федерацията, вследствие на което избухва Гражданска война по въпросите за правата на отделните щати, за робството и за това каква да бъде новата държава.
След победата на Севера следва период на реконструкция и възстановяване на страната. Към края на 19 век се засилва притокът от имигранти от Европа, които намират работа в многото фабрики. Расте и броят на богаташите, които дават името на тази „позлатена епоха“. В резултат на развилата се икономика в началото на 20 век САЩ стават водеща световна сила. Страната взема участие в Първата и Втората световна война и излиза победител и в двете. В периода между войните след първоначален стремителен растеж (бурните 20-те) следва Голямата депресия, която завършва едва при започването на Втората световна война.
В следвоенния период САЩ участват в Корейската и Виетнамската война, но основно в Студената война срещу Съветския съюз. Необходимостта от въоръжение дават начало на военно-промишления комплекс. Друга черта на този период е космическата надпревара, в която САЩ първи изпращат космически кораб на Луната. През 60-те години расте борбата за граждански права, а през 70-те феминистките и екологични движения стават движеща сила в обществения живот.

След Студената война САЩ стават постиндустриално общество. Американската външна политика се фокусира все повече върху Близкия изток, особено след атентатите от 11 септември 2001 г., които причиняват разрушения и смърт на хиляди хора. Войните в Ирак и Афганистан продължават много години и дават повод да се говори за нова Американска империя. В края на президентството на Джордж Буш САЩ влизат в най-тежката рецесия от времето на Голямата депресия, дала начало на световна финансова криза. От 2009 г. президент е Барак Обама – първият афроамериканец на този пост. След изборите през 2016 г. президент става Доналд Тръмп. 

## Доколумбова ера
За пръв път хората идват в Северна Америка от Азия по тесния Берингов провлак, който днес не съществува (нивото на Световния океан тогава е по-ниско от днешното), по времето на последната ледникова епоха. Заселниците започват да водят уседнал живот преди около 9000 години. Те отглеждат животни и растения – царевица, боб, тикви, изработват керамични съдове и платове. През 1500 г. пр.н.е. от малките поселения постепенно се ражда цивилизацията на олмеките, чиято столица е при Ла Вента, Западно Мексико.
В периода 500 г. пр.н.е. – 500 г. в Северна Америка се оформят няколко различни култури. В необятните прерии на Средния Запад живеят номадски племена, които се прехранват с лов на бизони. Многобройни племена обитават гористите местности на североизток. В долината на Мисисипи възниква цивилизацията Хоупуел, която се отличава с добре развита търговия и забележителни постижения в обработването на мед. През 500 г. тази цивилизация започва да се разпада.
Първите истински градове на територията на днешните Съединени щати се появяват по поречието на Мисисипи и Охайо през 8 век. Изградени са от представители на Мисисипската култура и съдържат централен площад, заобиколен от около 20 правоъгълни могили от пръст. Жителите им надвишават 10 000 души и се занимават със земеделие, но често воюват, като през 800 г. за първи път използват лъкове и стрели. Културата на храмовите могили достига разцвет през 12 век и изчезва през 1450 г. по неизяснени причини.
Между 700 и 1300 г. на югозапад се развиват още няколко култури – на анасазите, хохокамите и моголоните, предшественици на по-късните хопи. Те се занимават със земеделие, търгуват помежду си, живеят в землянки, покрити с кожи и клони. След 700 г. индианците от тези племена започват да изграждат селища (по-късно наречени от европейците пуеблос). Тези уникални култури изчезват през 1300 г.

## Колониален период (1492 – 1776)
През 1492 г. Христофор Колумб пристига на един от Бахамските острови, а през 1497 г. Джон Кабът – италиански мореплавател на английска служба – предприема пътуване през Атлантика и достига бреговете на Северна Америка в района на Нюфаундленд. През 1499 г. Америго Веспучи плава край бреговете на Южна Америка и пръв изказва предположение, че тези земи представляват нов континент. Започва заселването на Америките с европейци. През следващите три века Испания, Англия и Франция и в по-малка степен Нидерландия, Русия и Дания, често воювайки помежду си, си разпределят цялата територия на Северна Америка.

### Начало на колонизацията
Докато испанците и португалците колонизират Южна и Централна Америка, другите европейски морски сили се надпреварват за териториите на Северна Америка. Благодарение на Жак Картие, който открива и проучва река Сейнт Лорънс, французите заемат позиции по поречието на реката и около Големите езера, а в днешните канадски земи Самюел Шамплен поставя основите на Нова Франция. Робер де ла Сал прониква по поречието на река Мисисипи и ги обявява за френско владение, което нарича Луизиана в чест на френския крал Луи XIV. Благодарение на завоевателните походи на испанския конкистадор Фернандо де Сото днешна Флорида става испанска, а плаванията на Хенри Хъдсън под холандски флаг трасират пътя на холандците за колонизиране на залива Чесапийк и устието на реката, по-късно наречена Хъдсън. Англичаните се появяват последни през 16 век, но постепенно и систематично разширяват американските си владения, докато в средата на 17 век заемат водещата роля в колонизацията на Северна Америка.
Европейските заселници усвояват от коренното население нови земеделски умения и откриват непознати за тях култури като царевицата, тиквата, фасула, доматите, чушките и картофите. Самите те пренасят в новооткритите земи захарната тръстика, бананите, едрия рогат добитък и най-важното – конете.
Отначало местните племена имат приятелско отношение към белите и им помагат да оцелеят. Впоследствие обаче индианците са прогонени от плодородните земи и подложени на изтребление. Много от тях стават жертва на пренесени от европейците болести като едрата и дребната шарка (вж повече в Колумбов обмен).

### Английски заселници
В продължение на близо век след откриването на Америка англичаните не придават особено значение на Новия свят. Няколко опита за заселване в края на XVI век претърпяват неуспех (например колонията Роаноук). Едва през 1606 г. крал Джеймс I дава специално право на една лондонска търговска компания да основе плантации и селище между нос Фиър и река Хъдсън (днес на територията на щат Вирджиния). В негова чест селището е наречено Джеймстаун.
Колонистите преживяват тежки зими на глад и студ поради липсата на опит в обработването на земята и нападенията на коренното население индианците. Основна земеделска култура е непознатият дотогава в Европа тютюн. Заселниците търгуват със страните от Стария континент, където търсенето му бързо нараства. Това налага разширяване на засажданите площи и фермерите навлизат все по-навътре в континента. Постепенно се появява нужда и от повече работна ръка. В периода 1629 – 1630 г. пристигат около 2000 английски пуритани и населяват Плимутската колония, а до 1640 г. в Америка се установяват още 16 000 души бежанци и преселници от Англия. Основани са редица нови градове, наречени с имената на селища в Европа – Нови Плимът, Ипсуич, Роули, Бостън и др. Към 1700 г. в Северна Америка вече живеят около 400 000 европейци.

### Тринадесет колонии
През по-голямата част на 16 век англичаните гледат към Новия свят със смесени чувства. От една страна те искат да извлекат бързи и големи печалби от Америка, от друга са притеснени от възможен конфликт с доминиращата тогава морска сила Испания. В началото на 17 век започва финансирането на експедиции. Лондонски търговци получават кралско разрешение да организират колонии на юг, а търговци от Плимът – на север. Чрез техните усилия възникват първите трайни колонии, като първата от тях носи името на лондонската търговска компания „Вирджиния“. Следват Мериленд, Плимутската колония, основана от пилигримите от кораба Мейфлауър през 1620 г. и колонията на Масачузетския залив, дали заедно началото на т.нар. Нова Англия. До края на 30-те години на 17 век английските заселници основават шест щата от бъдещата американска република: Вирджиния, Масачузетс, Мериленд, Кънектикът, Роуд Айлънд и Ню Хампшър.
Колонизацията е прекъсната от гражданската война в Англия, но след възстановяването на монархията се възобновява. Крал Чарлз II награждава своите привърженици роялисти със земи в Новия свят и превръща колонизацията в държавна политика, като през 1660 г. учредява Съвет за чуждите плантации, който да ръководи дейността на колониите. По време на своето управление той издава позволителни (харти) за основаването на четири колонии – Каролина, Ню Джърси, Ню Йорк и Пенсилвания. Така към края на 17 век в Северна Америка вече има 13 английски колонии, които се управляват от губернатори, назначавани от краля, а вътрешнополитическите проблеми се решават от местни законодателни събрания по подобие на английския парламент.

## Формиране на Съединените щати (1776 – 1861)

### Американска революция
През 17 и 18 век преселниците смятат, че в законите и политиката пресъздават обичаите и институциите на Стария свят, но има и различия. Назначаваните от краля провинциални губернатори имат големи правомощия само на теория и силно зависят от покровителите си в Англия. Повечето от тях са англичани, които за първи път идват в Америка. Тъй като кралското правителство е далече, американците полагат началото на институции, гарантиращи им известна независимост. В повечето колонии се създават колониални събрания, на които проблемите да се решават с минимална намеса от по-висшите инстанции и постепенно те започват да изпълняват повечето задължения на английския парламент. В резултат вземането на политически решения се прехвърля в местните общности, провинциалните управи свикват да действат независимо от парламента, а американците придобиват права, които политиците в Англия не приемат. На практика англичаните не упражняват властта, която смятат, че притежават, но разбират това едва при опита им да засилят контрола върху колониите.
Между 1756 и 1763 г. протича Седемгодишната война между Англия и Франция, която се води по море и в колониите. В Северна Америка войната е известна като Френска и индианска война. Англия побеждава и завоюва обширната територия между тринадесетте колонии и река Мисисипи. Англичаните възнамеряват да експлоатират тези земи и забраняват заселването им под претекст, че защитават индианците. Те смятат колонистите за неспособни войници и са недоволни, че те се облагодетелстват от войната. От друга страна, потънал в дългове, английският парламент утежнява и без това несправедливите клаузи в колониалния договор, според който колониите могат да продават продукцията си само на Англия и да купуват само от нея нужните им стоки. Английското правителство налага нови данъци и мита (най-вече Законите на Тауншенд върху захарта и чая и т.н. Гербов налог, с който се облага всичко, отпечатано в печатниците). Негодуванието на американците е голямо: налагат им се данъци, които не са били обсъдени с тях. Англия не може да разбере призива на колониална Америка: „Няма представителство – няма данъци.“
Американците стават все по-враждебни към тези опити да се налагат нови данъци. През 1770 при инцидента, известен като Бостънско чаено парти, тълпата изхвърля в морето 340 сандъка с чай, протестирайки срещу данъците. В отговор правителството на лорд Норт въвежда Наказателни закони. Бостънското пристанище е затворено и парламентарните избори в Масачузетс са отменени.

### Война с Англия
Всяка от страните се готви за сблъсък. Англия изпраща войски. Представителите на колониите се събират през 1774 г. в Пенсилвания, където очертават институциите на бъдещите Съединени щати. За да спечелят обществеността и чуждестранните правителства за каузите си, пратеници като Бенджамин Франклин обикалят Европа. Първият сблъсък става на 19 април 1775 г. когато колонистите от Масачузетс стрелят срещу „червените куртки“ (английските войски) в околностите на Бостън (Битки при Лексингтън и Конкорд). Месец по-късно на Втория континентален конгрес, свикан отново във Филаделфия, се решава, че трябва да бъде събрана американска армия. Конгресът взема мерки да замени английското правителство в административно отношение. Някои делегати все пак подготвят мирно предложение, известно като Петиция на маслиновата клонка, но когато документът пристига в Англия, боевете вече са започнали.
На 4 юли 1776 г. колониите обявяват независимостта си от Короната с Декларацията за независимост, обявяваща, че Тринадесетте колонии вече са „свободни и независими щати“.
Макар американската армия, командвана от Джордж Вашингтон, да губи много битки, тя спечелва голяма победа при Саратога през 1777 г. Това кара Франция и Испания да се намесят на страната на американците. Подкрепените бунтовници нанасят решителен разгром на англичаните при Йорктаун. На 17 октомври 1781 г. войната свършва. Англия загубва най-голямата си и доходоносна колония. Но мирен договор е подписан чак след 2 години, на 3 септември 1783 г. във Версай и с него се признава независимостта на новата държава – Съединени американски щати.

### Федерален период (1781 – 1815)
В опит да се обединят колониите свикват Континентален конгрес и образуват конфедерация на щатите, като приемат Устав на конфедерацията, но тя трае само от 1781 до 1789. Уставът дава прекалено голяма власт на щатите и много малка на централното правителство.
През 1787 г. Конституционният конвент във Филаделфия приема Kонституция, чрез която влизат в сила принципите от Декларацията за независимост: народът е провъзгласен за върховен суверен; изпълнителната власт е поверена на президент, а законодателната – на парламента или конгреса; всеки щат запазва институциите и независимостта си в рамките на федерацията. Сред авторите на конституцията са Джеймс Мадисън, Александър Хамилтън, Джордж Вашингтон, и те заемат впоследствие важни държавни постове. Конституцията създава силно национално правителство с три вида власт: изпълнителна, законодателна и съдебна и определя разделение на властите на национално и щатско ниво.

Някои от щатите бързо приемат Конституцията, но други смятат, че тя дава прекалено много власт на централното правителство и не формулира права на гражданите и на отделните щати. За да подпомогнат ратификацията, Мадисън, Хамилтън и Джон Джей пишат поредица от статии и есета, наречена Федералистът, тиражирани в периодичния печат. Много скоро след това е добавен Законът за правата, състоящ се от 10 поправки, които ограничават властта на правителството и гарантират правата. Както и Декларацията на независимостта, Конституцията е обществен договор между народа и правителството. Основната идея на Конституцията е, че правителството се избира от гражданите, които имат равни права (макар в началото това да не е вярно, защото избирателно право имат само мъжете с имотен ценз).
Първите избори по Конституцията са произведени през 1789. Избраният Първи Конгрес на САЩ единодушно избира за първи президент Джордж Вашингтон, а Джон Адамс за вицепрезидент. Създадени са министерства на външните работи, на войната и финансите. Томас Джеферсън е избран за държавен секретар. През 1790 г. е постигнато споразумение относно местоположението на столицата над река Потомак и поемането на щатските дългове от федералното правителство. Поставят се основите на редица институции: първата банка (1791), бреговата охрана (1790), монетния двор (1792), както и стройна система за събиране на приходи от данъци, мита и акцизи. Министърът на финансите Хамилтън създава модерен апарат, с който новото правителство придобива финансова стабилност и това дава достатъчно доверие на инвеститорите да инвестират в правителствени облигации. По същото време е основана Нюйоркската фондова борса.
Втори президент на САЩ е Джон Адамс, който побеждава Джеферсън на изборите през 1796 г. Това са първите избори с участието на две политически партии, републиканци и федералисти, оформили се в резултат на противоречията между възгледите на Мадисън и Хамилтън. По време на президентството си Адамс разширява армията и флота.
През 1800 г. президент става републиканецът Томас Джеферсън. Едно от най-важните събития по време на неговото президентство е покупката на Луизиана от Франция, след която територията на САЩ се удвоява. С цел да се картографира новата територия е изпратена експедицията на Луис и Кларк. Джеферсън се опитва да избегне въвличане на страната в Наполеоновите войни, когато и Франция, и Англия се опитват да попречат на американската търговия с другата страна. Но през 1812 г. САЩ обявява война на Великобритания и започва Британско-американската война. Основните битки са по море, край Големите езера, в Квебек и в Нова Англия. В сухопътните операции на страната на англичаните участват и индианци, но понасят много жертви. Британската армия опожарява Вашингтон, но среща решителен отпор при Балтимор, където се ражда химнът на САЩ „Знаме, обсипано със звезди“. Войната не е много успешна за американците и правителството е доволно да сключи мир.

## Експанзия, индустриализация и робство (1815 – 1861)
След войната от 1812 г. американската търговия се възстановява и разширява, индустрията изживява подем, а териториалната експанзия на Запад се разраства бързо, защото е премахната една от пречките – съпротивата на индианците. Федералното правителство продължава политиката си на изтласкване, включително с подписване на няколко договора с техните племена през 1815 г. Белите заселници завладяват нови и нови земи, секат горите, ловят дивеч, отглеждат царевица и домашни животни. Животът им е труден, но постепенно на северозапад се създава фермерска икономика, крепяща се на неголеми семейства. На Югозапад, около Апалачите, земеделието се развива основно с производство на памук, който след изобретяването на памукоочистителната машина от Илай Уитни през 1793 се превръща в основна земеделска култура. Отглеждането му става в големи плантации с използването на робски труд. Към 1861 г. в южните части на САЩ има над три милиона роби. Повечето от тях работят в южните щати по плантациите за памук. Спорадично избухват въстания, например бунтът на Нат Търнър от 1833 г., но всички са безуспешни. Разширяването и икономическият растеж водят до приемането на нови щати в САЩ след войната: Индиана през 1816, Мисисипи през 1817, Илинойс през 1818 и Алабама през 1819 г. Същевременно далечните западни области на континента остават непознати и за тях имат представа единствено търговците на кожи и траперите, които допринасят значително за изследването на непознатите територии.
След войната всички са обхванати от силен национализъм и партията на федералистите залязва. След два мандата на Мадисън президент става Джеймс Монро. Периодът на неговото президентство е наречен „Ерата на добрите чувства“ поради почти отсъстващата липса на остро партийно противопоставяне – практически всеки политик е принадлежал към Демократично–Републиканската партия. По това време е огласена и доктрината „Монро“ за външната политика на САЩ, чиито принципи всъщност са изработени от държавния секретар Джон Куинси Адамс и която утвърждава изолационизма спрямо Европа.
В следвоенния период възникват и въпроси, свързани с развитието на националната икономика: налага се повторно учредяване на национална банка, изниква необходимост от защита на новите промишлени отрасли и от строеж на пътища. Конгресът призовава за финансиране на тези дейности по програма, наречена Американска система: изграждане на вътрешен пазар за индустриалните стоки и земеделската продукция чрез увеличаване на митата на вносните стоки, укрепване на Националната банка и финансиране на благоустройствени проекти. Първият голям транспортен проект е каналът Ери между река Хъдсън и Големите езера, който е не само инженерен триумф, но и толкова доходен, че се изплаща за седем години. Към 1840 г. се строят и железопътни линии, а към 1860 г. вече са прокарани хиляди километри релсови и телеграфни линии, най-вече в североизтока и Средния запад.
В началото на 19 век в Америка идва и индустриалната революция. През военните години вносът е блокиран и местната индустрия бележи ръст. Търсенето е толкова голямо, че дори със слабо квалифицирани работници и лошо управление заводите реализират печалби. Най-голям ръст бележи текстилната индустрия – между 1807 и 1815 г. фабриките за памук се увеличават от 8000 на 130 000. Повечето от тях са в Нова Англия и първоначално произвеждат само прежди и конци, докато търговецът от Бостън Франсис Лоуел не изобретява парен тъкачен стан, който се оказва по-добър от английския вариант. През 1813 г. в Уолтам, Масачузетс, Лоуел основава първия завод, в който предачните и тъкачните операции са събрани под един покрив. Въпреки това Америка си остава страна на фермери.
В началото и към средата на 19 век се зараждат редица нови религиозни движения като мормонизмът, увеличават се последователите на методизма и хиляди хора се събират на религиозни събрания. Нараства стремежът обществото да се направи по-добро, намерил израз в организирани реформаторски общества с най-различни цели: въздържателство, образование, мир, права на жените. Заражда се и аболиционизмът, който се опитва да отмени робството. Хариет Бичър Стоу пише романа си против робството „Чичо Томовата колиба“ (1851). Поради икономическата и териториалната експанзия мнозина американци започват да се опасяват за бъдещето на републиката. Според едни бързият растеж предизвиква социален хаос и от първостепенна важност е държавата да сложи ред с ясна управленска система. Според други най-голямата опасност са все по-голямото неравенство и привилегиите и те смятат, че обществото трябва да престане да толерира елита и трябва да предостави възможности за развитие на повече хора. Поддръжниците на тази кауза идват на власт с избирането на Андрю Джаксън за президент през 1828 г.
Джаксън внася много промени в управлението и най-вече въвеждането на системата „по заслуги“ в американската политика. След избирането му за президент много чиновници на държавна служба биват заменени от поддръжници на Джаксън, работили за неговото избиране. Той вижда в тази система подкрепяне на демокрацията, тъй като в политиката се включват повече хора. Въпреки привързаността си към демократическата идея последователите на Джаксън не са съвършени демократи. Те с готовност приемат икономическото, социалното и половото неравенство; не правят нищо за отмяна на робството, по-скоро го подкрепят. С цел противодействие на Демократическата партия на президента е създадена Партия на вигите и така се институционализират политическите партии.
По това време заселниците започват да се придвижват на запад от Мисисипи и Скалистите планини. Към 1840 г. много хора пристигат с фургони в Орегон, а потокът се засилва още повече след златната треска в Калифорния от 1849 г. Към съюза на първите щати се добавят още щати от Средния запад и Юга, а индианците губят още земи и са изтласкани на запад от Мисисипи. През 1845 се присъединява Тексас и това води до избухването на Мексиканско-американската война. Най-важните последствия от войната са, че Мексико отстъпва на САЩ почти половината от територията си и по-точно Горна Калифорния и Ню Мексико, земите на днешните щати – Калифорния, Ню Мексико, Аризона, Невада и Юта. Американските политици провеждат няколко години спор за робството в новите територии и накрая се решава робството да се забрани, но само в Калифорния.
През 40-те и 50-те години на 19 век нараства напрежението между северните и южните щати по редица спорни въпроси, сред които робството, автономията на щатите и пълномощията на централното правителство. Въпреки усилията за постигане на компромис като решението за Калифорния, в средата на 50-те години конфликтите между привърженици и противници на робството довеждат дори до въоръжени сблъсъци, главно в Канзас. През 1857 година Върховният съд издава решение, според което робството е законно и в територии като Канзас, в които мнозинството се обявява против него. През 1859 г. аболиционисти нападат федерален арсенал във Вирджиния в неуспешен опит да предизвикат масово робско въстание.

## Гражданска война
В основата на конфликта, довел до Гражданската война (1861 – 1865), са противоречията между южните щати, с икономика до голяма степен основана на робския труд, и северните щати, в които общественото мнение е настроено срещу робството. През 50-те години в центъра на политическите спорове в страната е въпросът, дали да се разреши робството в новоприсъединените към Съюза територии. В своите позиции и двете страни се позовават на либералните възгледи на Томас Джеферсън. Докато привържениците на робството се позовават на автономията на щатите, неговите противници настояват, че принципът за равенство на всички хора има предимство.
В края на 50-те години кризата се задълбочава. Вътрешните несъгласия по въпросите на робството, демокрацията и стопанските перспективи довеждат до разпадането на Партията на вигите и политическото движение Ноу Нотинг. На тяхно място се появяват Партията на свободната земя през 1848 година, Републиканската партия през 1854 г., Партията на конституционния съюз през 1860 г. Същата година и последната общонационална партия, Демократическата, се разцепва на две регионални части. Кандидатите за президент на САЩ през 1860 година са: Ейбрахам Линкълн от Републиканската партия, Стивън Дъглас от Северни демократи, Джон Брекинридж – Южни демократи и Джон Бел от Партията на конституционния съюз.
Линкълн побеждава на север, а Брекинридж печели на юг, но в крайна сметка Линкълн е избран за президент. Линкълн твърдо се противопоставя на робството, особено в новоприсъединените територии и победата му допълнително поляризира нацията. Макар че той обещава, че няма да предприеме нищо срещу робството в Юга, на 20 декември 1860 г. Южна Каролина напуска Съединените щати. През следващите шест седмици преди новият президент да встъпи в длъжност Мисисипи (9 януари 1861), Флорида (10 януари), Алабама (11 януари), Джорджия (19 януари), Луизиана (26 януари) и Тексас (1 февруари) също се отделят от федерацията. На 4 февруари 1861 година седемте щата създават общо правителство под името Конфедеративни американски щати. То установява контрол над федералните укрепления и федералната собственост в отделилите се щати. Те приемат конституция и избират за свой президент бившия сенатор от Мисисипи Джеферсън Дейвис, който, заедно с другите ръководители на Конфедерацията, заявява, че на тяхната територия робството ще съществува „вечно“. Столица на Конфедерацията става град Монтгомъри (Алабама), а след присъединяването на Вирджиния – Ричмънд. Южните щати заемат 40% от цялата територия на САЩ с население 9,1 милиона души, в това число над 3,6 милиона афроамериканци.
Частите на федералната армия в Тексас, които наброяват около една четвърт от цялата армия, преминават на страната на Конфедерацията. Джеймс Бюканън, отиващият си президент, не оказва особена съпротива на тези действия. Макар че смята отделянето на щатите за необосновано и нежелателно, той не смята, че при създалите се обстоятелства федералното правителство има право да употреби сила.
Бойните действия започват на 12 април 1861 г. със сражението за форт Съмтър в залива Чарлстън. На 15 април 1861 година правителството на Съединените щати обявява обща мобилизация. Това действие става причина за отцепването на още няколко щата, които минават на страната на Конфедерацията: Вирджиния (17 април), Арканзас (6 май), Тенеси (7 май) и Северна Каролина (20 май).
В първия период на войната генералите на Конфедерацията имат надмощие. В същото време Югът разполага с по-малко железопътни линии и почти няма оръжейни фабрики, което затруднява снабдяването с оръжие и униформи. Блокадата на южното крайбрежие от кораби на Севера допълнително затруднява доставките. Армията на Съюза на няколко пъти се опитва да превземе конфедеративната столица Ричмънд, но безуспешно. Армията на генерал Лий на два пъти настъпва на Север, но е отблъсната в битките при Антиетам и Гетисбърг.
На 30 декември 1862 г. Линкълн подписва Прокламация за освобождение на робите, с която робите във враждебните на Съюза щати се обявяват за свободни, и армията започва да приема освободените роби в редовете си. Този акт кардинално изменя характера и целите на войната: оттогава борбата се води не за единството на Съюза, а за отмяна на робството. До прокламацията някои европейски страни са недоволни от действията на Севера, най-вече поради блокадата на пристанищата на южните щати, която парализира търговията с Европа. В Англия текстилната промишленост бездейства поради намаляването на потока от американски памук и стотици хиляди души остават без работа. Англия и Франция се подготвят официално да признаят Конфедерацията за независима. Благодарение на Прокламацията за освобождение на робите Линкълн спечелва симпатиите на европейските страни.
След успеха на Съюза в битките при Гетисбърг и Виксбърг през юли 1863 г. Северът започва да надделява. През 1864 армията на Съюза начело с генерал Шърман нахлува в Джорджия. През 1865 генерал Юлисис Грант завзема Ричмънд и заставя Лий да се предаде в Апоматокс.
Победата на Севера е помрачена от смъртта на президента Линкълн – на 14 април 1865 г. срещу него е извършено покушение; Линкълн е смъртно ранен и без да дойде в съзнание умира в утрото на следващия ден.

## Реконструкция и позлатена епоха
Вицепрезидентът Андрю Джонсън веднага встъпва в длъжността президент и започва период на реконструкция: процедура, чрез която отцепилите се южни щати да бъдат приети отново в Съюза. Приети са 13-а, 14-а и 15-а поправки към Конституцията, с които робите стават пълноправни граждани с право на глас. Конгресът и Джонсън спорят по един доста публичен начин за реконструкцията, защото Джонсън иска бързо възстановяване на привилегиите на бунтовническите щати, а радикално настроените републиканци – напротив, искат да ги накажат. Така те многократно отхвърлят ветото на Джонсън и назначават временни правителства в южните щати, водени от военни, като по този начин се цели приемането на законите за гражданските права и така се налага волята на Конгреса на САЩ, изцяло доминиран от Севера. Публичните критики на президента към Конгреса водят до там, че дори започва да се говори за импийчмънт.
Южните щати се възпротивяват и приемат закони, даващи правно основание за дискриминация и сегрегация на негрите (т.нар. закони на Джим Кроу на английски: „Jim Crow“ laws). Бели южняци създават група, наречена Ку-клукс-клан, която напада негри и не им позволява да гласуват.
По това време значително се увеличава притокът на имигранти от чужбина, преди всичко от Ирландия, Италия, Германия, Източна Европа и Китай. Между 1880 и 1914, върхови години на имиграция, в САЩ пристигат над 22 милиона души. Много от тях намират работа в големите фабрики и жилища в големите градове Ню Йорк, Чикаго и Бостън, но те често са мизерни и малки, в гъсто населени жилищни блокове. Това ги прави подходяща цел за политическа агитация при гласувания срещу различни обещания. В същото време лошите условия на работа, растящото неравенство и бедността, съчетани с анархистките и социалистическите идеи, внесени от имигрантите, създават работническо движение и често избухват стачки.
Марк Твен нарича края на 19 век „Позлатена епоха“ поради рязкото увеличаване на стремежа към забогатяване. Според него това е време на политически машинации и корупция, на спекулация със земя и на нечестни бизнес практики. Тъй като президентът няма контрол върху Конгреса, изпълнителната власт среща пречки в работата си и често крупните бизнесмени имат повече власт от правителството. Това е времето на големите промишлени тръстове. Хората, които ги ръководят, печелят милиони за сметка на ниските надници, които плащат на работниците. Такива бизнесмени са Джон Рокфелер, Андрю Карнеги и Джон Пирпонт Морган. Към 1890 г. САЩ излизат на първо място в света по обем на промишлената продукция и доход на глава от населението.
След Гражданската война хората продължават да мигрират на запад, където по силата на закон от 1862 г. получават земя, и се формират нови щати. Повечето от земята е собственост на правителството, железопътните компании или крупни фермери. През 1869 г. е завършена Първата трансконтинентална железопътна линия, която свързва източния бряг на САЩ с брега на Тихия океан. Чикаго става търговски център, защото събира железопътните линии между Изтока и Запада. Но преселниците продължават да срещат съпротива от коренните жители и избиването на индианци продължава, например при Уундед Ний в Южна Дакота (на английски: Wounded Knee) през декември 1890 г. Това е едно от последните сражения в Индианските войни, в резултат на които са отнети почти всички индиански земи, а индианците са натикани в индиански резервати или подложени на насилствена асимилация. В индианските войни между 1775 и 1890 г. при около 40 въоръжени конфликта са убити около 45 хил. индианци и 19 хил. бели.
По същото време сред бедните фермери се заражда недоволство срещу железниците поради скъпите тарифи за превоз. Те се организират в групи (например The Grange), избухват няколко стачки, потушени от армията. Тези групи дават началото на политическото движение на популистите, които в предизборната кампания от 1896 поддържат кандидата за президент на Демократическата партия Уилям Дженингс Брайън. Този блестящ оратор се противопоставя на републиканския кандидат Уилям Маккинли по много въпроси, в частност по отношение на златния стандарт. Популистите искат реформи в областта на данъчното облагане и пряко избиране на сенаторите. Макар че популистката Народна партия има кратък живот (до 1896), през следващия исторически период много от нейните искания са удовлетворени.

## Прогресивизъм и империализъм
Прогресивизъм в САЩ наричат теорията, че правителството трябва да се намесва повече в икономиката, за да осигури добър жизнен стандарт на хората и преди всичко на работниците. За периода на прогресивизма е характерна висока политическа активност на средната класа и социалните низини, довела до мащабни социални и политически реформи. Последователи на прогресивисткото движение има сред членовете и на Демократическата, и на Републиканската партии. Привържениците на империализма смятат, че САЩ трябва да поддържа силен военноморски флот и да продължава да завоюва територии.
В края на 19 и началото на 20 век САЩ вече са по-активни в международен план. През 1898 страната влиза във война с Испания – Испано-американската война, която печели и придобива Пуерто Рико, Гуам, Гуантанамо и Филипините. Заедно с покупката на Аляска и анексията на Хавай, САЩ придобиват почти днешната си територия, като известни промени настъпват след Втората световна война. По това време както Америка, така и Европа се отварят за търговия с Китай след Опиумните войни и Боксерското въстание според т.нар. „доктрина на отворените врати“.
През 1901 г. президент става републиканецът Теодор Рузвелт. Той е ветеран от Испано-американската война и привърженик на външна политика, известна като „голямата тояга“: да се поддържа голям военноморски флот и да се упражнява контрол над Латинска Америка. Между 1901 и 1930 САЩ на няколко пъти изпращат войски в Латинска Америка. По време на президентството на Рузвелт започва работата по прокопаване на Панамския канал, който свързва Атлантическия и Тихия океан и революционизира корабоплаването.
По времето на Рузвелт започва да се обръща голямо внимание на лошите условия на живот в американските градове. Реформаторски настроени журналисти и писатели пишат статии и книги на тема злоупотребата с господстващо положение от страна на крупния бизнес, лошите хигиенни условия във фабриките и положението на бедните. В отговор през 1906 г. са прокарани Закон за чистотата на храната и лекарствата и Закон за инспекцията на месото. Друга последица от това реформаторско движение е засилена антимонополна дейност на правителството, при която големи компании се разбиват на по-малки. Най-крупната компания, раздробена по този начин, е Стандарт ойл (Standard Oil Company) през 1911. Прогресивистите извоюват регулация на индустрии като месо-разфасоването, лекарствата и железниците. Приети са и още четири конституционни поправки – от 16-а до 19-а, с които се въвежда федерален данък върху доходите, директен избор на сенаторите, забрана за употреба на алкохол и правото на глас на жените. Прогресивисткото движение трае до около 1920 г. като най-активно е през 1900 – 1918.
През 1912 г. президент става Удроу Уилсън. Той също е прогресивист, но не толкова, колкото Рузвелт. Той предприема икономически реформи – създадена е системата на Федералния резерв, извършва се банкова реформа, продължава антимонополната реформа. Във външната политика той заема неутрална позиция и се опитва да държи САЩ извън участие в Първата световна война. Въпреки това още през 1915 г. започва подготовка за увеличаване на армията, а през лятото на 1916 въоръжаването е напреднало. Влиятелни фактори искат САЩ да използват войната като средство за създаването на нов световен ред, основан на американската мечта. В реч пред двете камари на Конгреса на САЩ през януари 1917 г. Удроу Уилсън излиза с мирен план, станал известен като Четиринадесетте точки на Уилсън за следвоенния ред, в който САЩ се самопредлагат да изпълняват роля на безпристрастен арбитър за запазването на мира посредством постоянно Общество на народите. От друга страна, Уилсън заявява, че за тези цели си струва да се воюва, ако срещу САЩ и демократичните им устои има сериозна провокация.

## Първа световна война
Въпреки нежеланието си САЩ влизат във войната на страната на Антантата през април 1917 г., като поводите за това са два: потопяването на пътническия кораб Лузитания от немска подводница и телеграмата на Цимерман, с която Германия приканва Мексико да се включи във войната срещу САЩ. За активната намеса на САЩ спомага и февруарската революция и последвалите събития в Царска Русия. В началото на 1918 г. Русия излиза от войната, след като новото правителство начело с Ленин договаря бърз мир и така освобождава германски войски за Западния фронт. По онова време САЩ разполагат само със 131-хилядна редовна армия и 123-хилядна национална гвардия. Правителството е принудено да вземе мерки, за да осигури нужните военни сили за Европа и през май 1917 г. е прокаран непопулярният Закон за военната повинност, с който се въвежда всеобща военна служба на мъжете от 21 до 30 г. Мобилизирани са близо три милиона души, а още два милиона постъпват като доброволци. Към лятото на 1918 г. с помощта на американските подкрепления съюзниците започват контранастъпление, постигат бързи успехи и през ноември германците искат примирие.
При организацията на тила са предприети безпрецедентни мерки за държавен контрол в икономиката. Според Закона за федералния контрол от 21 март 1918 г. всички железници преминават под ръководството на Уилям Макаду и е създадено военно железопътно управление за координация на дейността им. Военно-промишленото управление получава разширени пълномощия за контрол над предприятията с цел стимулиране на производството и избягване на излишно дублиране. Хърбърт Хувър застава начело на федерално ведомство за контрол на хранителните продукти и топливото и фиксира високи цени на пшеницата, а с цел осигуряване на продоволствието за армията въвежда т.нар. „безмесни“ и „безпшенични“ дни. Предприети са строги мерки и за контрол на производството и разпределението на горивата. Освен всичко друго тези мерки облагодетелстват малоимотните слоеве от населението, в частност фермерите и работниците.
Президента Удроу Уилсън е автор на идеята за създаване на Лигата на нациите (или Общество на народите) с основна задача да предотвратява бъдещи войни. В хода на мирните преговори той подчинява всичко друго на тази задача и приема редица компромиси с надеждата, че след това в рамките на организацията ще е възможна корекция. Парижката мирна конференция одобрява решението за създаване на Обществото на народите на 25 януари 1919 г. Уставът на Обществото е подписан от 44 държави на 28 юни 1919 г. САЩ обаче не се присъединяват поради отхвърлянето на мирния договор от страна на изолационистите. Ратификацията му е отхвърлена на два пъти от Сената (през 1919 и 1920 г.) и формално САЩ остават в състояние на война чак до 2 юли 1921, когато Конгресът (президент вече е Уорън Хардинг) най-накрая приема резолюция за официално завършване на военните действия.
В началото на 1918 г. САЩ дават много жертви при избухването на епидемията от Испански грип.
След войната САЩ стават една от най-могъщите и най-богатите нации в света.

## История на САЩ между двете световни войни (1919 – 1939)

### Бурните Двадесет
След войната външната политика на правителството е изолационистка. Желанието му е да се приключи с противопоставянето в световен мащаб и то дори отказва да продава оръжия на съюзниците си.Един от главните американски успехи в ограничаването на въоръжаването и запазването на мира е Вашингтонското морско споразумение от 1921 – 1922. От друга страна САЩ става основен кредитор: в края на войната европейските страни от Антантата (с изключение на Русия) му дължат около 10 млрд. щатски долара. По предложение на Великобритания САЩ намалява лихвите по плащанията от 5% на 3,5%, така че в крайна сметка Великобритания трябва да плаща на САЩ по 35 млн. лири стерлинги годишно за период от 62 години. Сходни отстъпки са направени и спрямо останалите съюзници. 
В икономиката оживлението от военния период продължава за известно време и след него. Следвоенните години обаче се характеризират с огромна инфлация – през 1919 и 1920 г. цените скачат с по над 15% годишно. В крайна сметка настъпва рецесия и между 1920 и 1921 г. БНП намалява, 10 000 фирми фалират, стотици хиляди фермери загубват земята си и почти 5 милиона американци остават без работа.
Хората са склонни да обвиняват за проблемите имигрантите и профсъюзните водачи, които наричат болшевики. В международен план руската революция от 1917 г. вече е установен режим, а след сформирането на Коминтерна, който има задача да изнася революция по света, тревогата от комунизма нараства още повече. В американското общество се задълбочава страхът от радикали и анархисти, датиращ още от войната, когато Конгресът прокарва специален Закон за подмолна противодържавна дейност. През пролетта на 1919 г. са извършени няколко бомбени атентата, които предизвикват огромна тревога. Бомба е поставена и върху фасадата на дома на главния прокурор и министър на правосъдието Александър Мичел Палмър.
Страхът от подривна дейност се усилва при работническите вълнения, настъпили в основни отрасли (стомана, месопакетиране). През 1919 г. има безпрецедентна стачна вълна – над 3600 стачки, като най-голямата е на стоманолеярите от Средния запад с искане за 8-часов работен ден и признаване на профсъюза им, продължила няколко месеца, но завършила с неуспех. Първомайският парад през 1919 г. в Кливлънд, Охайо, прераства в яростни стълкновения, „Първомайски размирици“. За голяма част от обществото конфликтите в промишлеността са признак за радикализъм и нестабилност. В отговор на това започва т.нар. „червена истерия“. Министър Палмър и заместникът му Дж. Е. Хувър ръководят серия от внезапни проверки и арести на социалисти, анархисти, радикални профсъюзни членове и имигранти. По време само на 1920 г. са извършени над 6000 ареста, а 500 чужденци са депортирани. Антиимигрантските и антианархистки настроения получават израз на процеса срещу Сако и Ванцети, както и в Имиграционния закон от 1924 г., целящ ограничаване на имиграционните вълни от Южна и Източна Европа, особено евреи, италианци и славяни, които влизат в страната на големи групи още от 1890 г.
Но най-потърпевши от напрегнатата атмосфера в следвоенните години са американските чернокожи. Над 400 000 от тях са служили в армията и са били подложени на унижения: събрани са в сегрегирани части под командването на бели офицери, но са ги изтърпели с вярата, че нацията ще им благодари. След войната много чернокожи се преместват от селскостопанския Юг в индустриалните градове на Север . Те бягат от расовите предразсъдъци и търсят работа по фабриките с надежда да се замогнат. Това рязко променя расовата демография и белите се настройват враждебно към пришълците. Резултатът е вълна от безредици в градовете през лятото на 1919 г., расови бунтове в Хюстън, Филаделфия, Чикаго, с много ранени и загинали. Негрите донасят със себе си джазовата музика и някои наричат 20-те и 30-те „ерата на джаза“.
Организацията Ку-клукс-клан отново е в силата си и атакува негри, католици, евреи и имигранти. Членовете ѝ през 20-те са различни от предшествениците им от 1860-те. На брой над 4 милиона, те са равномерно разпределени сред бялото протестантско население из страната. Въпреки това никоя видна личност не признава членство в организацията, нито медиите изразяват подкрепа. Ку-Клукс-Клан от 20-те години на 20 век са действително яростни и кръвожадни – само през 1919 г. са линчувани над 70 чернокожи, предимно в най-южните щати.
През януари 1920 г. с 18-а поправка на конституцията производството, продажбата, вносът и износът на алкохол са забранени и настъпва т.нар. „Сух режим“ (на английски: Prohibition Era). Тази забрана се подкрепя от по-голямата част от средната класа и от прогресивистите, но още преди да изтече година става ясно, че този „благороден експеримент“ не е успешен. Наистина пиенето намалява в някои райони, но се наблюдават и очебийни нарушения на закона и тази огромна индустрия попада в ръцете на организираната престъпност. Към края на десетилетието противниците на сухия режим стават все повече, но той е отменен едва през 1933 г.
На президентските избори през 1920 г. Републиканската партия се завръща в Белия дом с избора на Уорън Хардинг, който обещава „връщане към нормалността“ след травматичните години на Първата световна война. След отминаването на рецесията от 1920, през по-голяма част от следващите години до 1929 САЩ се радва на стопански разцвет, дължащ се на внедряването на нови технологии и ръст на промишлеността. В резултат на въвеждането на конвейера автомобилостроенето става един от най-важните отрасли. Това стимулира свързаните с него производства: стоманодобив, каучукова и стъкларска промишленост, приборостроене. Собствениците на автомобили купуват бензин от петролните компании. Поради нарастването на броя на автомобилите се разраства пътното строителство и се налага като отделна важна индустрия. По-голямата подвижност на хората увеличава търсенето на жилища в предградията и стимулира строителството.
Други нови отрасли с технологични нововъведения са радиото, киноиндустрията, самолетостроенето, електрониката, производството на домакински уреди, пластмаси, синтетични влакна, алуминий и др. Земеделието става все по-механизирано поради широката употреба на трактори и селскостопански машини, подобряването на начините за сеене и др. Просперитетът обаче е неравномерен: докато новите индустрии процъфтяват, цените на земеделската продукция намаляват поради свръхпроизводството на селскостопански продукти и доходите на фермерите рязко спадат. Неравномерността е също така и географска: стандартът на живот в селските райони спада значително за разлика от урбанизираните райони, където се наблюдава значително подобрение в бита и градското планиране. Миграцията от селските райони към градовете става все по-лесна поради навлизането на автомобилите.
Бумът в американската икономика рефлектира в увеличаване на отпусканите кредити до опасни граници, а операциите на фондовата борса нарастват до рекордно високи нива, които в ретроспекция се оказват нереални и се стига до крах.
Уорън Хардинг смята, че правителството трябва да намалява данъците и да намали регулирането на бизнеса. Тази политика е благоприятна за икономиката, но пропастта между бедни и богати расте. По време на президентството му избухва скандалът Teapot Dome, свързан с частно сондиране за нефт на държавна територия. След смъртта на Хардинг през 1923 президент става Калвин Кулидж, който продължава политиката на ненамеса на държавата в бизнеса. През 1928 Кулидж не се кандидатира и президент става Хърбърт Хувър. Хувър казва: „Ние в Америка сега сме по-близо до триумф над бедността от когато и да е било в историята на всяка държава“. Месеци след избирането му обаче фондовата борса се сгромолясва и икономиката спада спираловидно надолу в икономическа криза, която впоследствие е наречена Голямата депресия.

### Голямата депресия и новият курс
Началото на кризата е на 24 октомври 1929 г., когато се сриват курсовете на акциите на Нюйоркската борса. Това е най-голямата икономическа криза на 20 век. Историците и икономистите все още не са единни по въпроса за причините, довели до Голямата депресия, но някои от тях са високата степен на либерализация на международните пазари и крайният американски либерализъм по онова време. Европа излиза от войната изтощена и без достатъчно собствено производство и това допринася за годините на икономически ръст за САЩ. Когато Европа се възстановява, количеството на износа от САЩ намалява драстично, което води до свръхпроизводство. Системата за кредитиране и ниските данъци върху капиталите довеждат до масови спекулации на борсата. Цените на акциите са в постоянен ръст нагоре, който обаче не отразява реалната стойност на компаниите. Отраслите в американската икономика дават признаци на криза още няколко месеца преди злополучната дата: стоковите запаси са 3 пъти по-големи от предходната година (индикация, че не се купува колкото преди). Другите показатели за икономическо здраве – обемът на потребление, промишленото производство, цените на едро – вървят надолу.
За месеци кризата се разпростира из цял свят и продължава в различните страни до 1935 – 1939 г. Тя води до дефлация и голямо увеличение на безработицата. Към 1932 г. една четвърт от американците са без работа. Крайният упадък настъпва през 1933 година, когато САЩ са споходени от суша, продължила цяло десетилетие и много фермери са разорени.
През 1932 г. кандидат-президентът на демократите Франклин Рузвелт обещава „нов курс за американския народ“ (на английски: New Deal), фраза, останала емблематична за неговата администрация. Републиканците, обвинявани за Голямата депресия или поне за неадекватната им реакция, са победени на изборите. За разлика от други лидери Рузвелт става президент без идеология или конкретен план за противодействие на депресията. Но още през март 1933 г. започва реформи, като първите им 100 дни (между 9 март и 16 юни 1933 г.) са известни като нов курс.
Първите реформи са финансови: на 6 март почти всички банки в страната са затворени и остават затворени (ваканция на банките) до приемането на извънреден Закон за банковото дело, спешно гласуван от Конгреса още същия ден. Той предвижда цялостна реорганизация на банковия сектор и контрол от страна на финансовото министерство, както и отпускане на федерални помощи при нужда. Три четвърти от банките отварят врати в последвалите 3 дни, доларът се стабилизира и преди да изтече месец в трезорите им се връщат около милиард долара във вид на спестявания и злато, стабилизирайки банковата система. През април официално се слага край на придържането към златния стандарт. Притежанието на златни монети и златни кюлчета от частни лица е обявено за незаконно и частното злато трябва да бъде обменено в долари на твърда цена. След като държавата изкупува всичкото злато, през януари 1934 г. златното съдържание на долара е официално намалено и се установява цена на златото от 35 долара за унция. С други думи, доларът е девалвиран с 41%, от което печели американската продукция на вътрешния пазар. През 1935 г. голяма част от властта на регионалните банки е прехвърлена на Федералния резерв.
Приети са програми за държавно строителство на хиляди пътища, училища, правителствени сгради, като през зимата на 1933/34 г. е осигурена работа на над 4 милиона души, макар и срещу ниско заплащане. Възстановени са службите за социална помощ и е създаден Граждански корпус за опазване на околната среда, който осигурява работа на младежи, които засаждат дървета, строят паркове и язовири, подобряват напоителните системи. Политиката на големите проекти съживява американската икономика. Строителството на язовири в Тенеси намалява наводненията, увеличава производството на електроенергия и най-вече намалява безработицата. Проектите ангажират хора, които намират отново работа, повишават потреблението си и по този начин увеличават печалбата на производители, несвързани с основния главния проект. Така държавата създава дълготрайни работни места. Правителството изплаща заемите за скъпо струващите инфраструктурни подобрения с данъците и приходите от големите проекти.
„Новият курс“ често е противоречив, прагматичен и експериментален и предприема различни опити да спре Голямата депресия и да реформира американската икономика. Много от тях претърпяват провал, но има достатъчно успехи, за да откроят тази политика като най-важния епизод от историята на XX век в създаването на модерната американска държава. Често казват, че тя е „спасила капитализма“ и не е позволила Америка да стане фашистка или комунистическа държава.

## Втора световна война
С избухването на Втората световна война през 1939 г. политиката на изолация е изоставена и след падането на Франция през 1940 г. САЩ започват да се превъоръжават и да изпращат големи потоци пари и военни доставки по програмата заем-наем на Великобритания, Китай и Русия, които са част от Антифашистката коалиция (Съюзниците). Решението САЩ да влязат във войната на тяхна страна е взето след атаката на Пърл Харбър на 7 декември 1941 година. На следващия ден САЩ обявява война на Япония, а след три дни Германия обявява война на Америка. Влизането във войната създава много работни места и това прекратява Голямата депресия.
Най-много битки с американско участие има по море в сблъсък с Япония, а по суша в Европа и Африка. Американски самолети бомбардират обекти в Германия и другите страни от Оста и причиняват много разрушения (например при бомбардировките на Дрезден през февруари 1945 г., и бомбардировките на България).

### Войната в Европа
След като влизат във войната САЩ решават да концентрират усилията си в борбата срещу Хитлер в Европа. Първата стъпка е да се изпрати в Англия голяма военновъздушна част. Следващата стъпка е подкрепа на сухоземните войски в Северна Африка.
Около 1944 г. Съюзниците подготвят голяма офанзива и макар че Германия по принцип я очаква, различни обстоятелства спомагат тя да е почти изненадваща. Тази офанзива е известна с кодовото име „Денят Д“ и започва на 6 юни 1944 година с десант в Нормандия. В нея участват 5000 кораба, 10 000 самолета и 176 000 войника, продължава 6 седмици и завършва с успех на Съюзниците.
Американците отварят фронтове и в Италия и Северна Африка. Една година след десанта в Нормандия, на 8 май 1945 г. Германия капитулира.

### Войната с Япония
До април 1942 г. Япония доминира в Тихия океан. Преобръщането на силите става през юни 1942 година с битката при Мидуей. САЩ успяват да разшифроват японските секретни кодове за комуникация. Това помага на съюзниците да позиционират стратегически военновъздушните си бази.
В морската битка при силно укрепените Мариански острови (Battle of the Philippine Sea) през юни 1944 г. американците нанасят голямо поражение на Япония. Японските сили включват 6 самолетоносача с общо 430 самолета и още много самолети в бази на сушата. Американските пилоти успяват да унищожат много от тях, да нанесат тежки повреди на други и в крайна сметка оцеляват около 8% от японските самолети. Друга голяма морска битка е при остров Лейте във Филипините през октомври 1944 г., отново завършила с победа за САЩ. Въпреки това японската империя не се предава и през февруари 1945 г. се разгаря битката за Иво Джима, отново с трудно извоювана победа от американската армия.
През 1945 г. се разширяват операциите по разгрома на Япония в Тихия океан и на територията на Китай. Президентът Труман решава да използва атомната бомба, разработвана по време на войната по проекта Манхатън. Първата атомна бомба е хвърлена на 6 август 1945 г. над град Хирошима, при което загиват около 200 хиляди души. Втората бомба е хвърлена на 9 август над Нагасаки, където загиват 74 800 души. САЩ успяват да създадат впечатлението, че разполагат с неограничено количество атомни бомби. На 15 август 1945 г. японците се предават безусловно. Това слага край на Втората световна война. В нея се бият 16 милиона американци. САЩ дават относително малко жертви в сравнение с другите държави: 322 000 убити и 800 000 ранени, а според други източници убитите са 290 000, а ранените 670 000.

## Следвоенен период (1945 – 1991)
След Втората световна война САЩ и СССР стават основните суперсили. На 4 декември 1945 година американският Сенат одобрява участието на страната в ООН, което слага край на изолацията и спомага за въвличането на Америка в решаването на световните проблеми. В САЩ се формира т.нар. военно-промишлен комплекс, в който правителството и бизнесът работят заедно върху мащабни оръжейни проекти и по този начин се осигурява повече финансиране и повече власт. Част от този комплекс е планът „Маршал“, за възстановяване на неокупираните от червената армия страни в Европа след Втората световна война. Инициативата е наречена на името на Джордж Маршал, който по това време е държавен секретар на САЩ. Дейността на военно-промишления комплекс спомага за растежа на средната класа, но е и в основата на напрежението на Студената война.

### Студена война
Следвоенният период се характеризира с продължително напрежение, борба и идеологическа конфронтация между капиталистическите и комунистическите страни, станало известно като Студена война. Студената война започва с надпревара във въоръжаването, след като СССР успява да разработи атомна бомба и така става втората ядрена сила. Макар американските и съветските войници да не се бият един срещу друг, те са индиректни противници по време на Корейската война (1950-те) и Виетнамската война (от 1950-те до 1970-те).
Корейската война трае само няколко години, но оттогава в Южна Корея остават дислоцирани американски войници. Виетнамската война е значително по-дълга и изтощителна. Отначало американските сили във Виетнам не са много, но през 60-те години хиляди американци са изпратени да воюват. И в двете страни САЩ подкрепят южното правителство срещу северното, подкрепяно от СССР и Китай, но двете войни завършват различно: Корея е разделена на две отделни държави, докато Виетнам се обединява след като американците признават поражението си и се изтеглят.
В периода между 1940 и 1950 г. в САЩ се развихря маккартизмът – политика на обвиняване в подривна дейност, заговор, в някои случаи без наличието на реални или достатъчни доказателства, или като се използват специални средства за разследване, най-често с участието на ФБР. Разгръща се мащабна кампания за разкриване на съветски шпиони, комунисти, техни симпатизанти или други политически нежелани елементи. Създадена е постоянна подкомисия за разследвания към Сената, оглавена от сенатор Джоузеф Маккарти (1953 – 54 г.). Въпреки че нито веднъж не са представени сериозни доказателства, че някой федерален служител работи за комунистите, много хора губят работата си, отиват в затвора, дори са екзекутирани. Съставени са черни списъци на актьори и писатели.
Най-острата международна криза по време на Студената война е кубинската ракетна криза през октомври 1962 г. Тя възниква във връзка с настаняването на съветски установки за балистични ракети в Куба. Кубинската криза продължава две седмици и се смята, че тогава светът е бил най-близо до разпалването на ядрена война.
Друга част от Студената война е космическата надпревара. Тя започва, когато през 1957 г. СССР изстрелват в космоса първия изкуствен спътник по програмата „Спутник“. Американците се тревожат, че САЩ изостава в тази област и въвеждат засилено обучение по естествени науки и математика в училищата. В рамките на няколко години и двете страни успяват да изпратят в околоземна орбита изкуствени спътници, животни и хора. През 1969 първият пилотиран космически кораб Аполо 11 достига и каца на Луната и Нийл Армстронг и Едуин Олдрин стъпват на нея.
Външната политика на САЩ се променя през 1970-те, след изтеглянето от Виетнам и след като Ричард Никсън подава оставка след аферата Уотъргейт. Спрямо Съветския съюз тя е политика на разведряване и двете страни подписват няколко договора за спиране на надпреварата във въоръжаването. По времето на Роналд Рейгън обаче САЩ сменят курса, намесват се с пари и войски в Латинска Америка (Гренада) и други страни и продават оръжия на Иран, което се разкрива при аферата Иран-Контра. САЩ обявяват и Инициативата за стратегическа отбрана за защита от съветски ракети. Близкият изток заема важно място в американската външна политика особено след кризата с американските заложници в Техеран през 1979 г. и след атентата срещу американски войници по време на Ливанската гражданска война, при който загиват 241 души (1983 г.).

### Борба за граждански права
В началото на 60-те години, особено в Юга, все още се шири расизъм и цари неравноправие на цветнокожото население в много отношения. Движението за граждански права с най-известния си представител Мартин Лутър Кинг придобива широки размери, печели популярност и успява да промени някои закони. През 1963 г. е организиран известният Поход до Вашингтон, когато той произнася емблематичната си реч „Имам една мечта“. В нея той прокламира разширяването на обхвата на традиционните американски ценности, включвайки в него представата за общество, игнориращо цвета на кожата.
1960-те и 1970-те са години на социални реформи, феминистките и екологични движения стават движеща сила в обществения живот. През този период се разраства хипи движението като протест срещу Виетнамската война. То е само един от изразите на контракултурата.
През 1973 г. Върховният съд на САЩ взема решение по делото Роу срещу Уейд, с което до голяма степен легализира абортите. То, заедно с натиска на контракултурата и искането за повече права на малцинствата, предизвиква противоположни тенденции у консерваторите и те засилват влиянието си, като през 1980 г. Републиканската партия побеждава на изборите с огромно мнозинство и за президент е избран Роналд Рейгън.

### Проблемите в икономиката
В началото на 70-те американската икономика бележи спад. Най-видимата причина за това е нарастването на федералните разходи и дефицитът, породен от войната във Виетнам. Друга причина е, че САЩ вече нямат изключителен достъп до евтини суровини. Доставчиците от Третия свят започват да искат все по-високи цени за тях. Най-тежкият удар идва от страна на ОПЕК, която започва да използва цената на петрола като икономическо и политическо оръжие. Пример за това е петролната криза от 1973 и повишаването на цената на петрола, довели до икономически хаос и стремително нарастваща инфлация през 70-те.
Енергийната криза е основен проблем пред администрациите на Никсън, заместилия го Джералд Форд и Джими Картър.

## След Студената война (1991 – 2000)
Студената война приключва с края на комунистическото управление в страните от Източния блок. След инициираната от Михаил Горбачов политика на гласност и преустройство и падането на Берлинската стена. По същото време САЩ стават постиндустриално общество, основаващо се повече на предоставянето на услуги, отколкото на стоки. Това се дължи основно на появата на компютрите и развитието на Интернет през 1990-те.
Поради значението на петрола за американската икономика Близкият изток се превръща във фокус на външната политика на САЩ, но поради подкрепата им за Израел много от арабските страни не са настроени приятелски. През 1991 г. САЩ застават начело на коалиция от 34 държави във войната в Ирак.
През 1992 г. президент става Бил Клинтън и по време на президентството му САЩ участват в кампанията на НАТО по време на войната в Босна и Херцеговина. По време на мандата на Клинтън САЩ се радват на продължителна икономическа експанзия, намаление на безработицата и увеличение на личното благосъстояние поради нарастване на цените на акциите на борсата. САЩ се включват в НАФТА и либерализират банковите операции. По време на мандата си обаче Клинтън загубва контрола в Конгреса (1994), а през 1999 г. е заплашен от импийчмънт по обвинения в лъжесвидетелстване и възпрепятстване на правосъдието, повдигнати от Камарата на представителите във връзка с показанията за връзката му с Моника Люински. Сенатът обаче гласува той да остане президент.

## 21 век
Президентските избори през 2000 г. са спечелени от Джордж Буш, който макар че не печели народния вот, получава 271 срещу 266 електорални гласа. Скоро след това терористи атакуват сгради в САЩ при атентатите от 11 септември 2001 г., причинявайки разрушения и смърт на хиляди хора. След този инцидент е приет специален закон – Патриотичният акт (на английски: USA PATRIOT Act), чиято официална цел е да „възпира и наказва американските терористи в САЩ и по света“. Много хора са против този закон, считайки, че накърнява гражданските права.
Друго следствие от атаките е войната в Афганистан, започнала на 7 октомври 2001 г. като военна операция на коалиция от държави, водени от САЩ и НАТО, срещу режима на талибаните в Афганистан. През 2003 САЩ участват в коалицията, която нахлува в Ирак под предлога, че Саддам Хюсеин има запаси от оръжие за масово поразяване. Войните в Ирак и Афганистан продължават много години и дават повод да се говори за нова американска империя. Към 2011 г. повечето американски войници напускат Ирак и военните действия са прекратени официално на 18 декември 2011.
През 2006 г. демократите отново си връщат мнозинството в Конгреса, защото Буш губи подкрепа поради участието на САЩ в двете войни. В края на президентството му САЩ влизат в най-тежката рецесия от времето на Голямата депресия, която дава начало на световна финансова криза.
Барак Обама е избран за президент през 2008 г. – първият афроамериканец на поста. През първите години на президентството си той прокарва реформи в областта на здравеопазването и работата на банките, както и мерки в подкрепа на икономиката (American Recovery and Reinvestment Act of 2009). По време на рецесията правителството оказва финансова помощ на редица банки и предприятия, изпаднали в затруднение. Политиката на Обама има и противници, като например движението Чаено парти. Към тях се присъединяват и привържениците на протестното движение Окупирай Уол Стрийт. По време на изборите през 2010 г. републиканците печелят много места в Конгреса. Макар и икономиката да не се възстановява, Обама е преизбран за президент през 2012 г.